# سیتروئن متروپلیس
سیتروئن متروپولیس یک اتومبیل مفهومی است، که توسط سیتروئن طراحی شده‌است و نمایشگاه اکسپو ۲۰۱۰، در شانگهای معرفی شده است. این خودروی مفهومی در ماه مه سال ۲۰۱۰ رونمایی شد
این خودرو یک خودروی سدانچهار در سایز بزرگ است که دارای چهار صندلی، درب‌های لولایی عقب، ناوبری LCD، دستگیره‌های نقره ای در و جلوپنجره مشبک اصلاح شده با آرم جدید سیتروئن است. این خودرو قرار بود از سال ۲۰۱۰ عرضه شود که این اتفاق نیفتاد.